# Relations entre la Corée du Nord et Madagascar
Les relations entre la Corée du Nord et Madagascar sont des relations bilatérales s'exerçant entre la république populaire démocratique de Corée et la république de Madagascar.

## Historique des relations
Elles se sont particulièrement développées à compter de la Deuxième république malgache, quand se distendent les relations franco-malgaches. Elles voient alors l'État est-asiatique fournir au jeune pays africain des armes et des instructeurs pour la sécurité présidentielle, mais aussi concevoir le palais d'Iavoloha, de sorte que l'on a pu parler d'alignement de Madagascar sur la Corée du Nord. La Corée du Nord n'a en revanche pas ouvert d'ambassade ni de consulat à Madagascar.